# Transport for NSW
Transport for NSW (TfNSW) (Nederlands: Vervoer voor Nieuw-Zuid-Wales) is een overheidsorganisatie in de Australische deelstaat New South Wales. Het bestuurt staatswegen, langeafstands-, voorstads- en metrotreinen, langeafstands- en stadsbussen, lightrail en veerdiensten in de hoofdstad Sydney en in de hele deelstaat.
Transport for NSW verzorgt zelf een deel van zijn openbaarvervoersdiensten, zoals NSW TrainLink en Sydney Trains. De rest wordt op contractbasis geleverd door bedrijven, zoals Transdev Sydney Ferries en Metro Trains Sydney.
De meeste wegen in New South Wales worden onderhouden door de gemeenten. Er zijn echter ook staatswegen die door Transport for NSW worden onderhouden. Dit zijn meestal stroomwegen en enkele gebiedsontsluitingswegen. Een aantal staatswegen voldoen aan de norm van autosnelwegen, maar in Sydney zijn veel autosnelwegen echter tolwegen die niet in overheidsbezit zijn.

## Kaarten

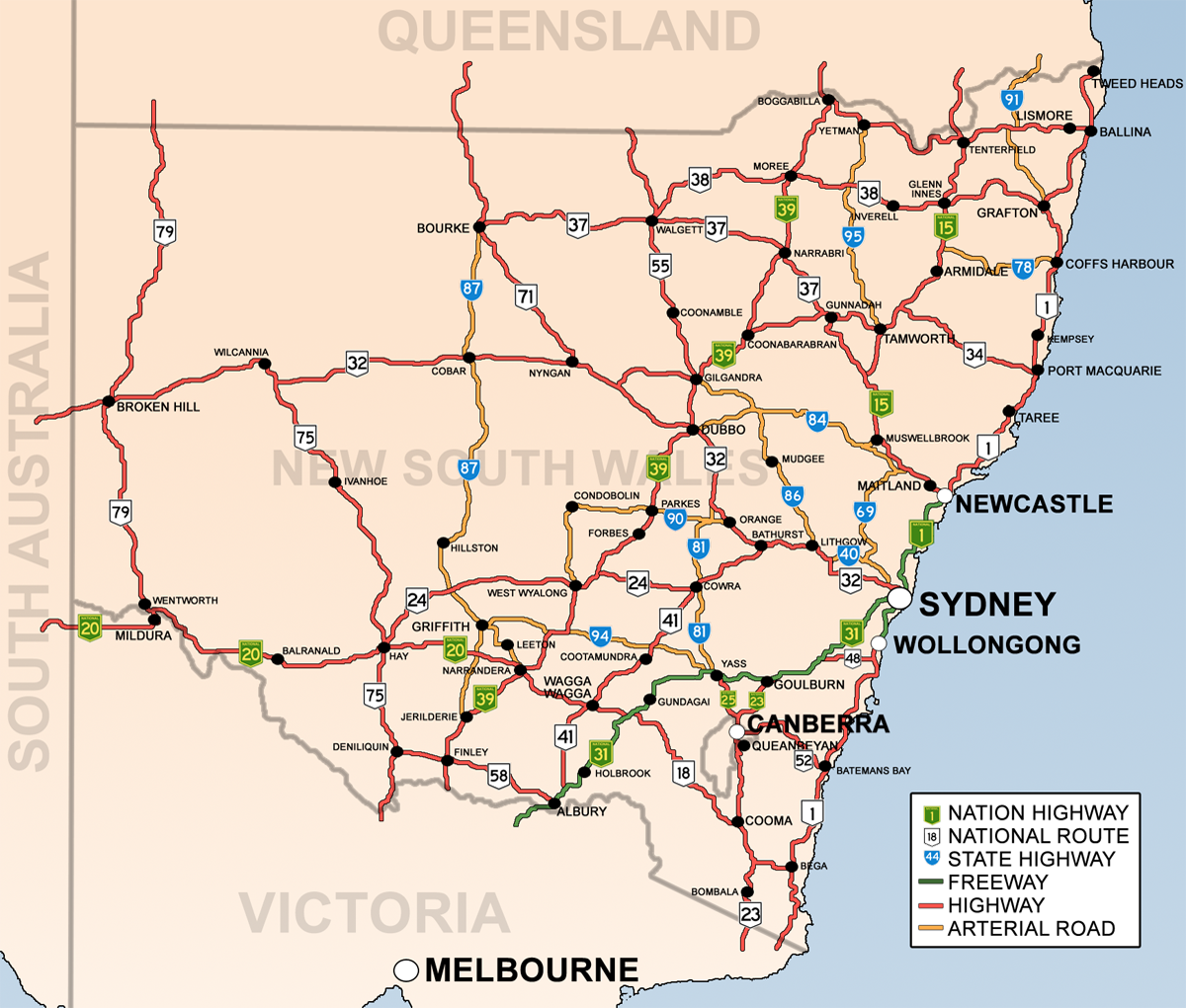
Het wegennet van New South Wales
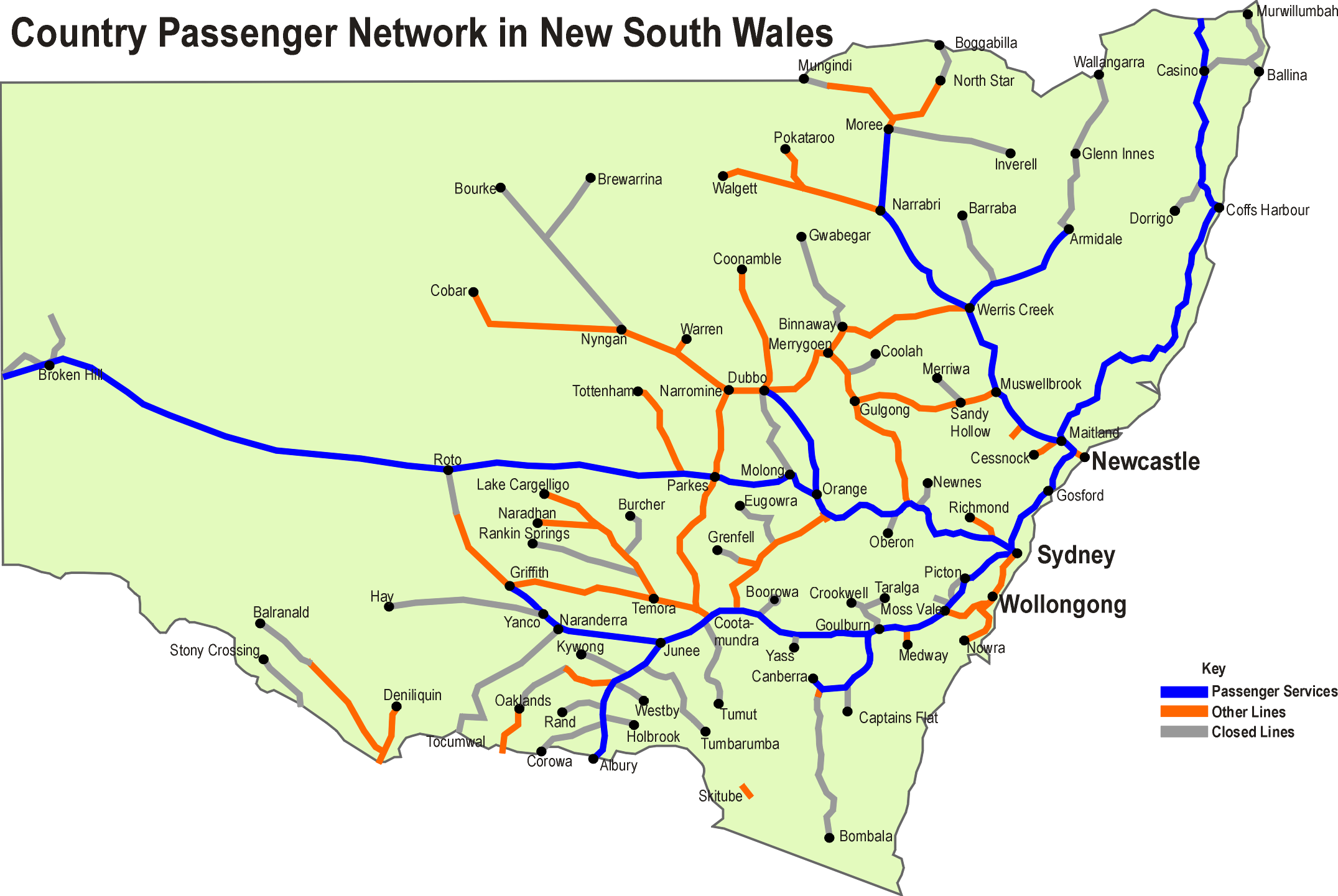
Het spoorwegnet van New South Wales
Lijnennetkaart van Sydney Trains

## Afbeeldingen

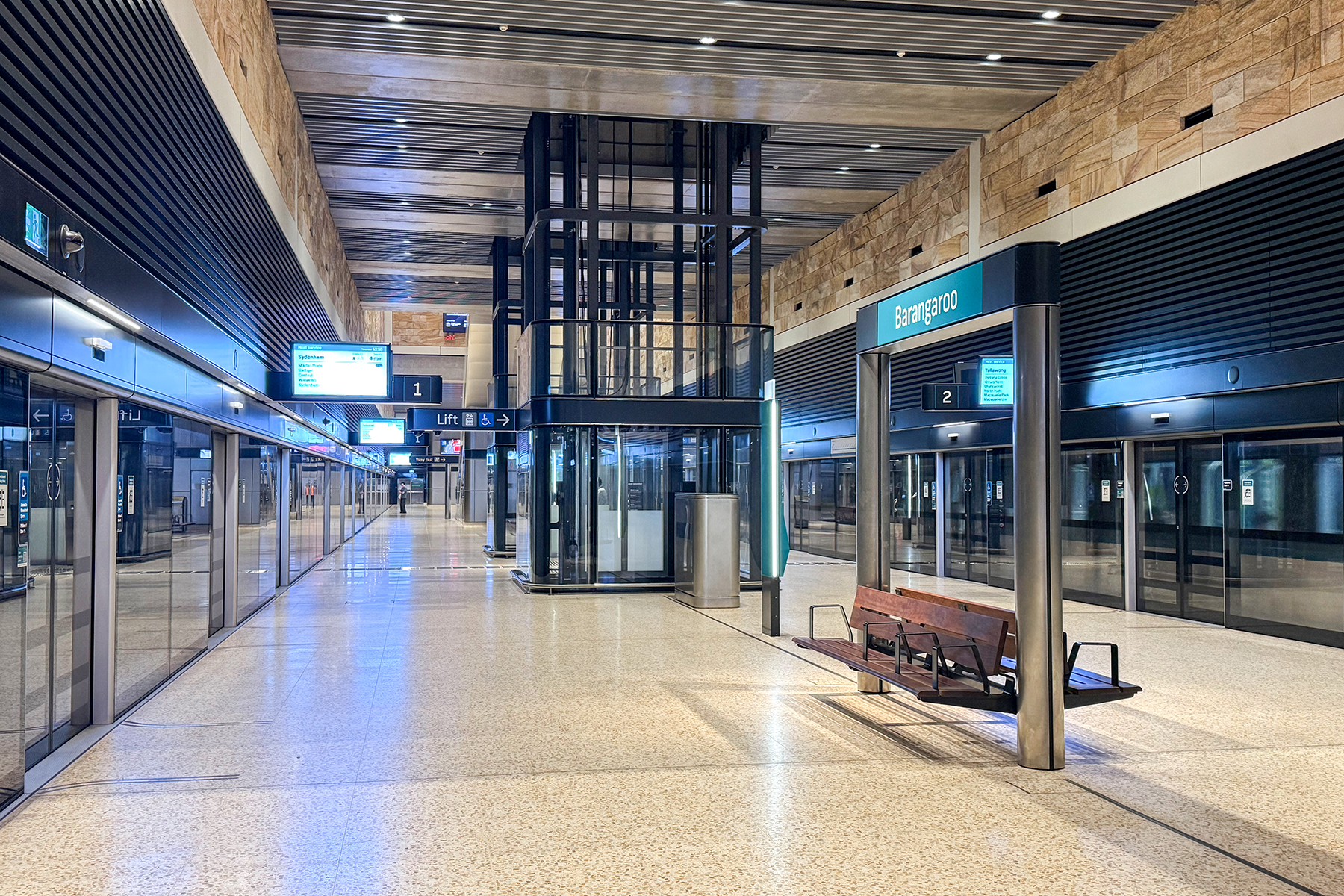
Metrostation Barangaroo
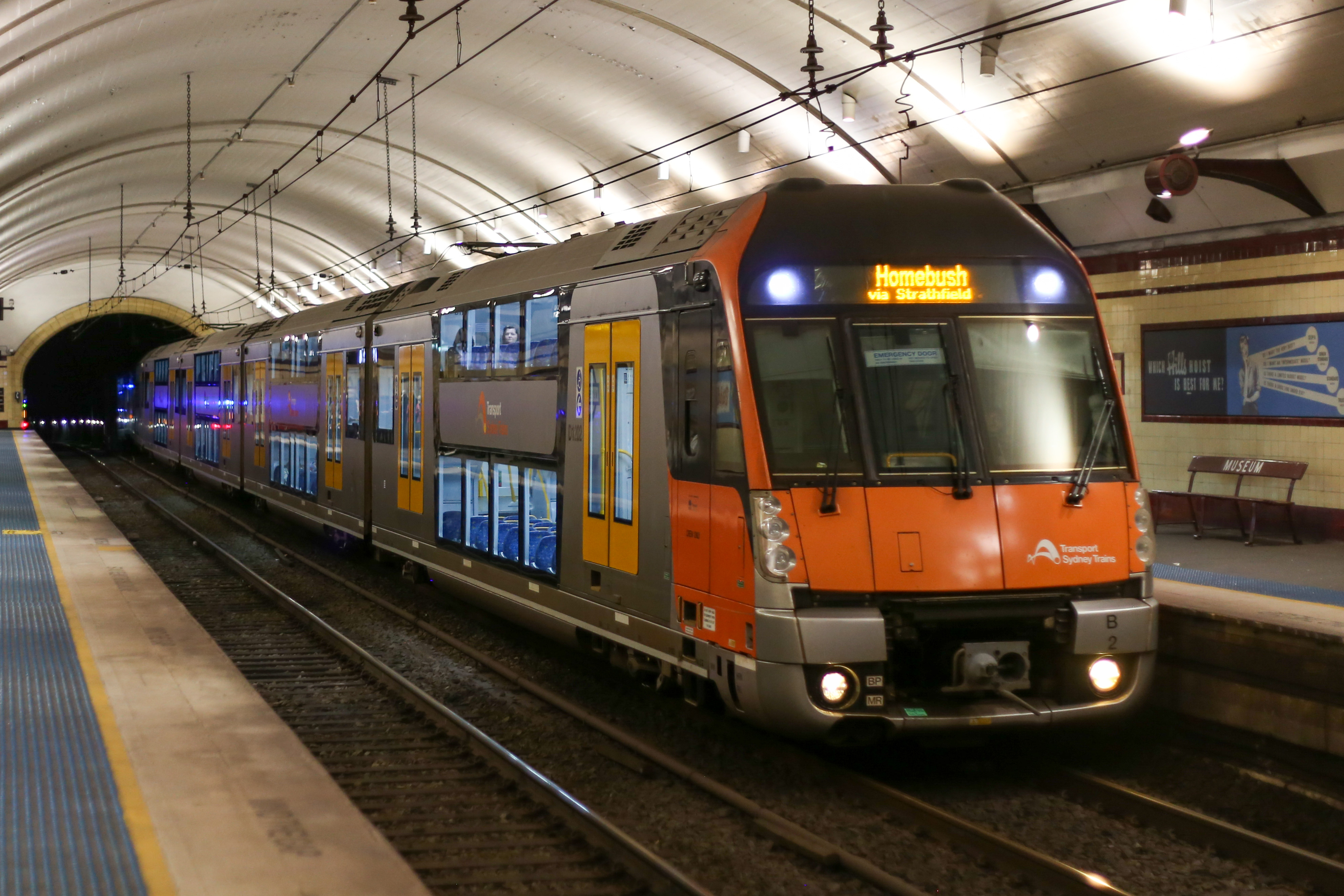
Dubbeldekstrein op station Museum
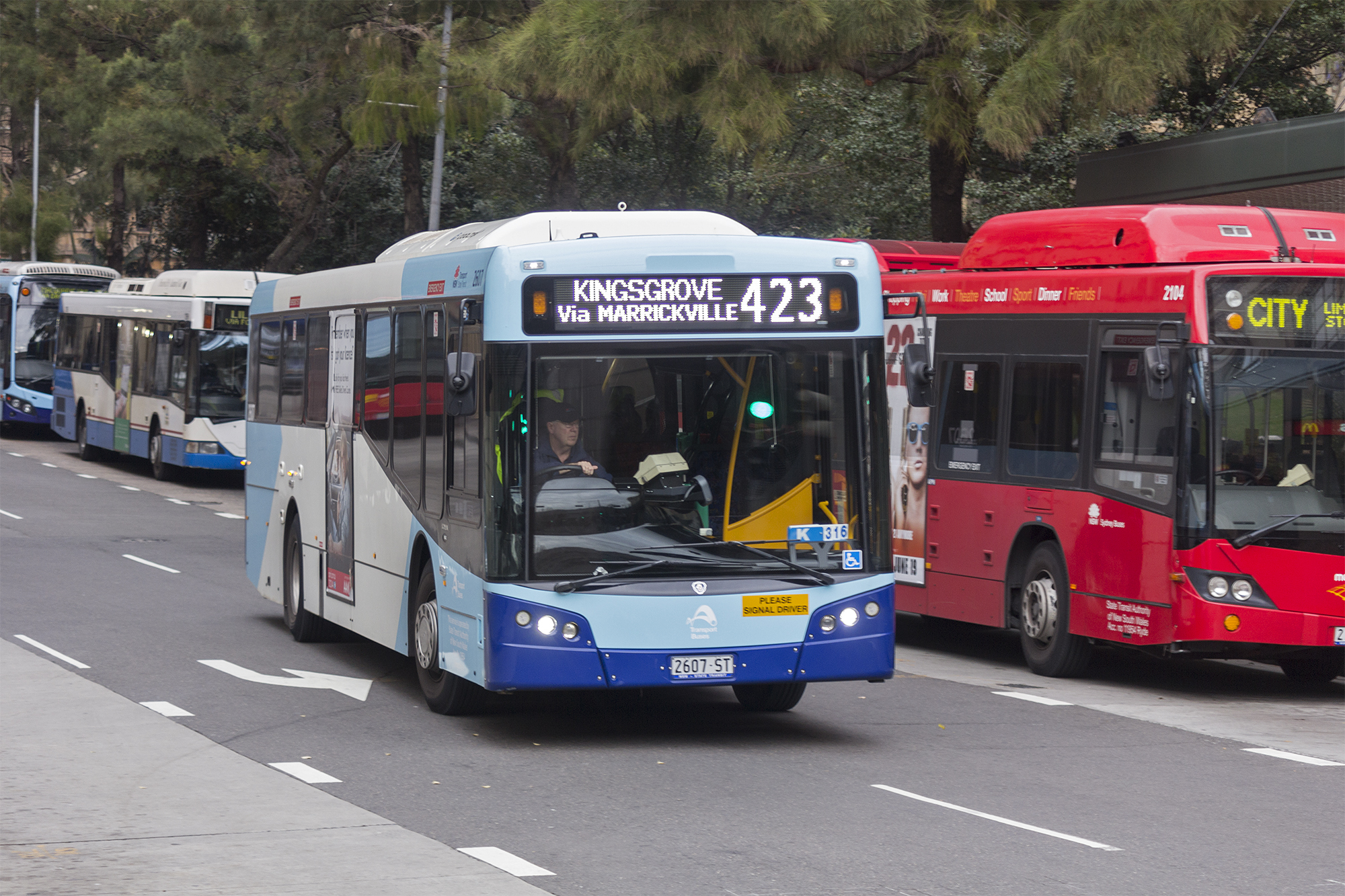
Stadbussen in het centrum van Sydney
Veerboot bij de Sydney Harbour Bridge
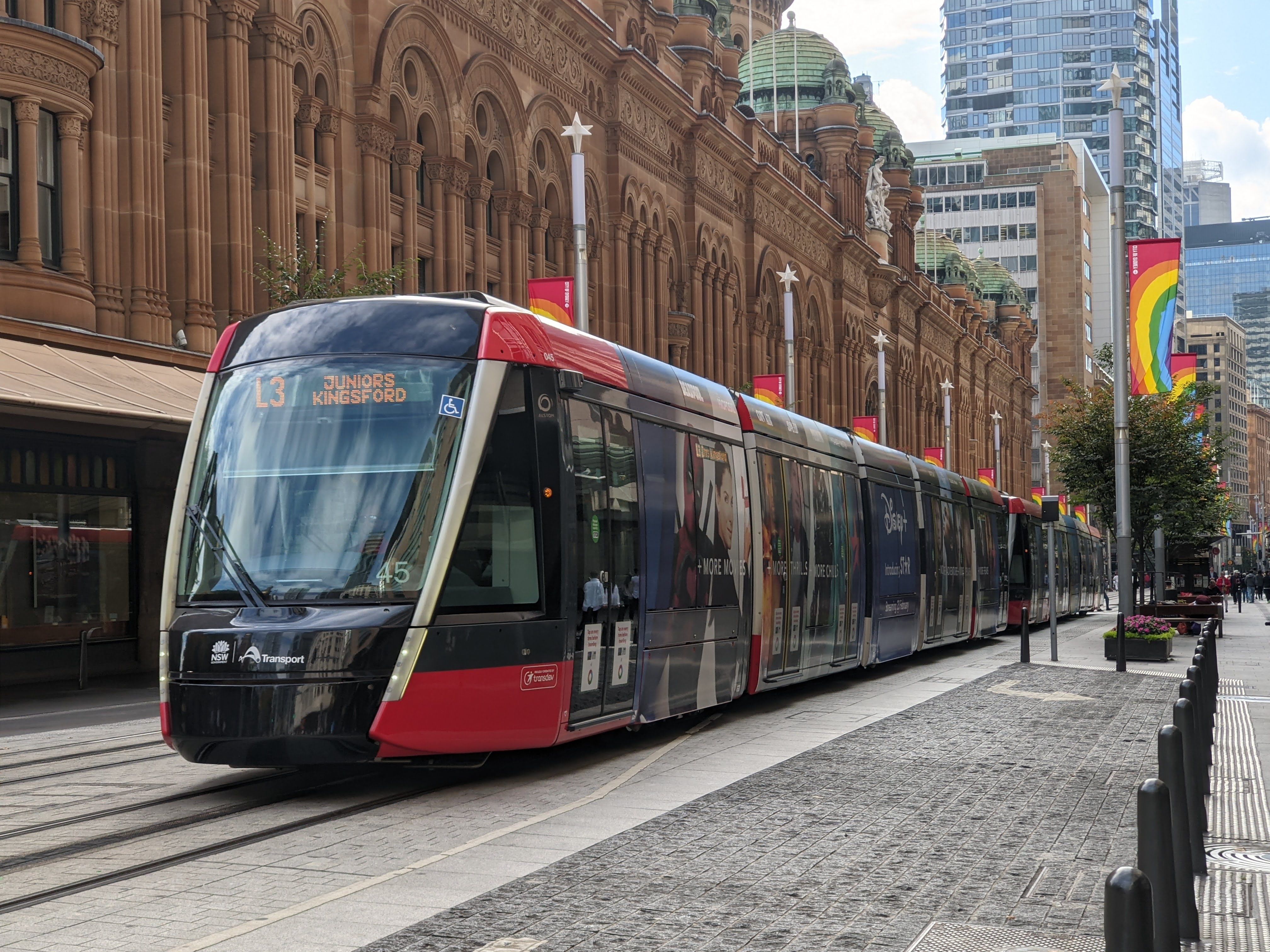
Lightrailtram bij de Queen Victoria Building
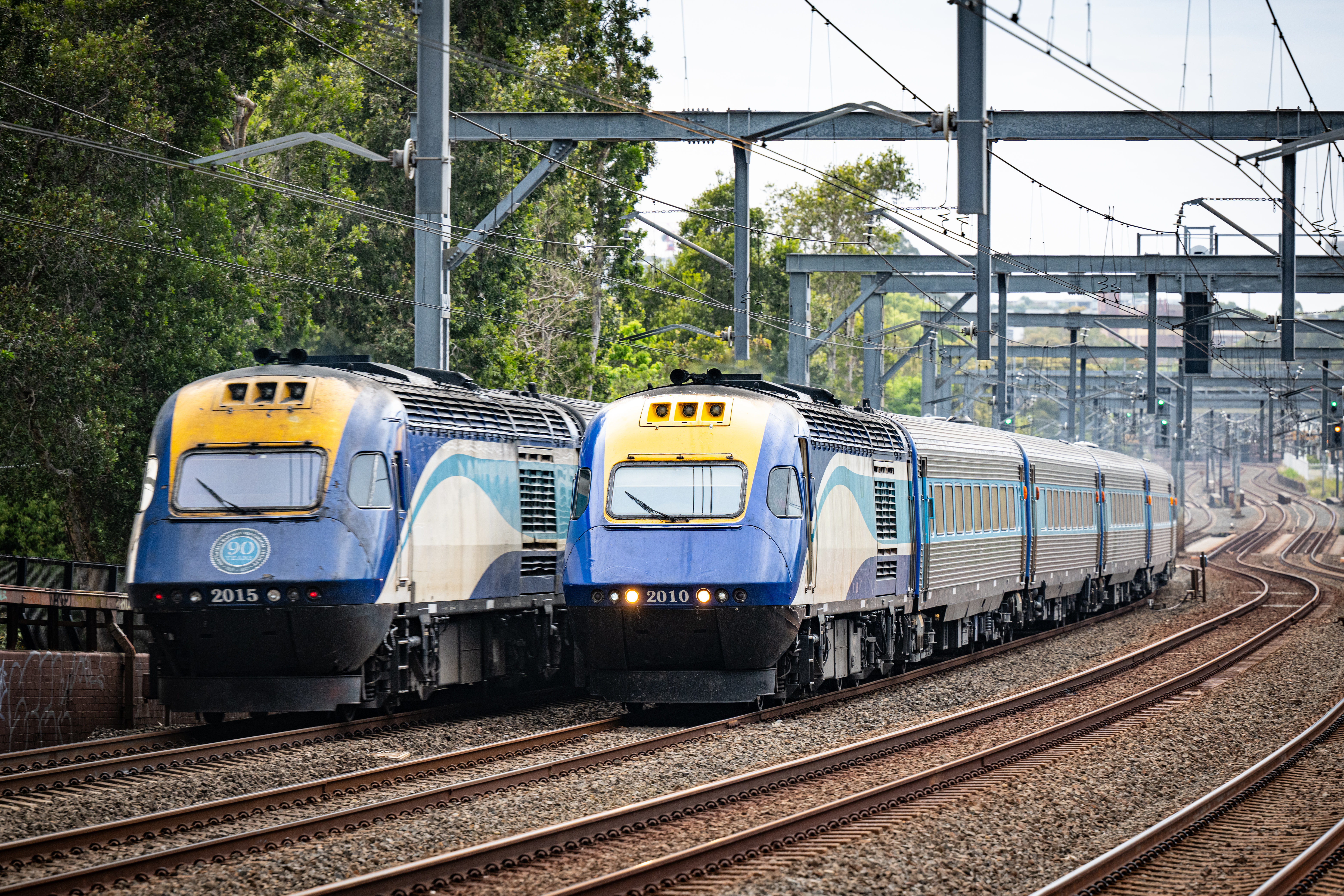
Langeafstandstreinen van de klasse XPT
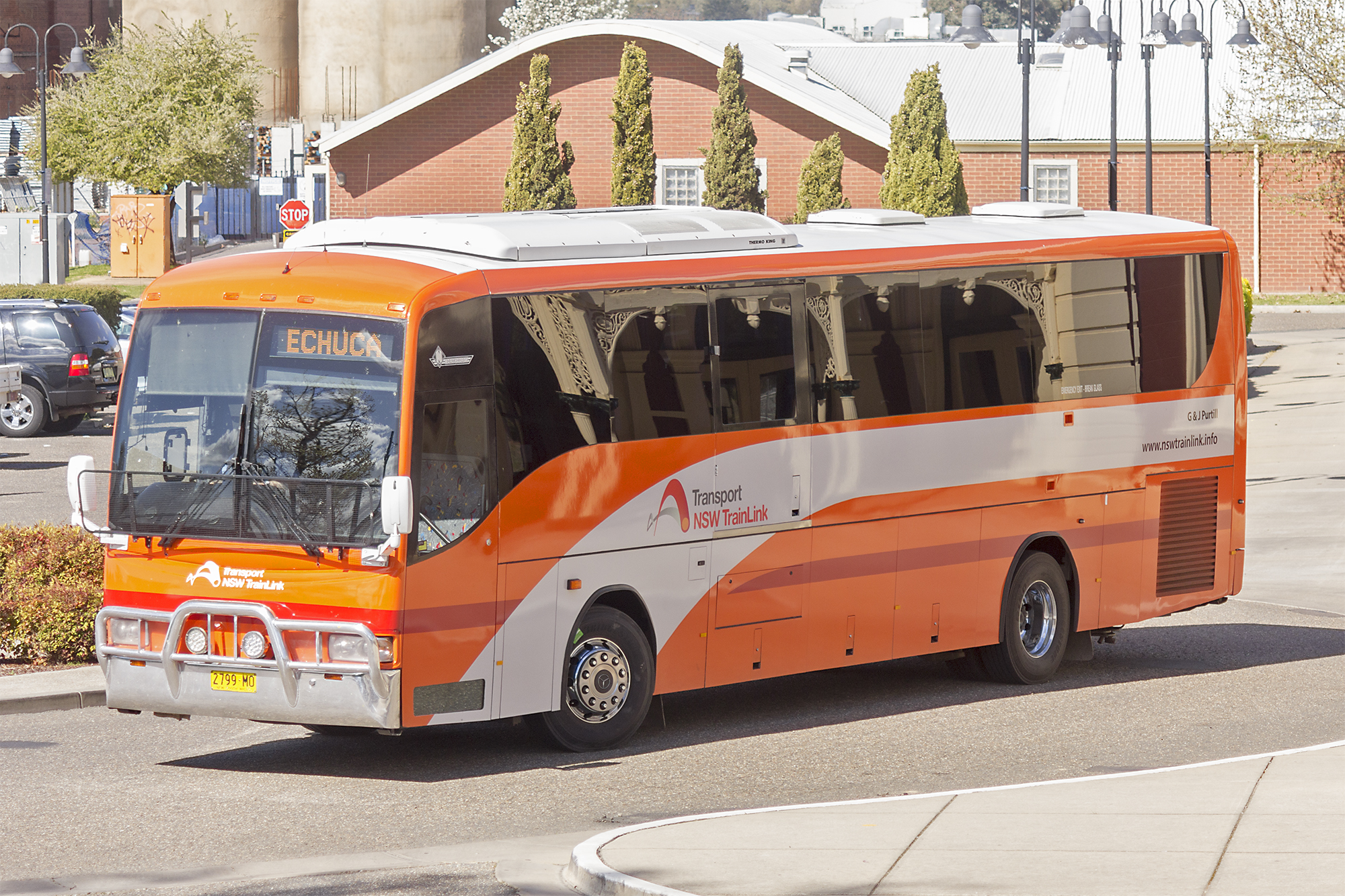
Langeafstandsbus at Wagga Wagga
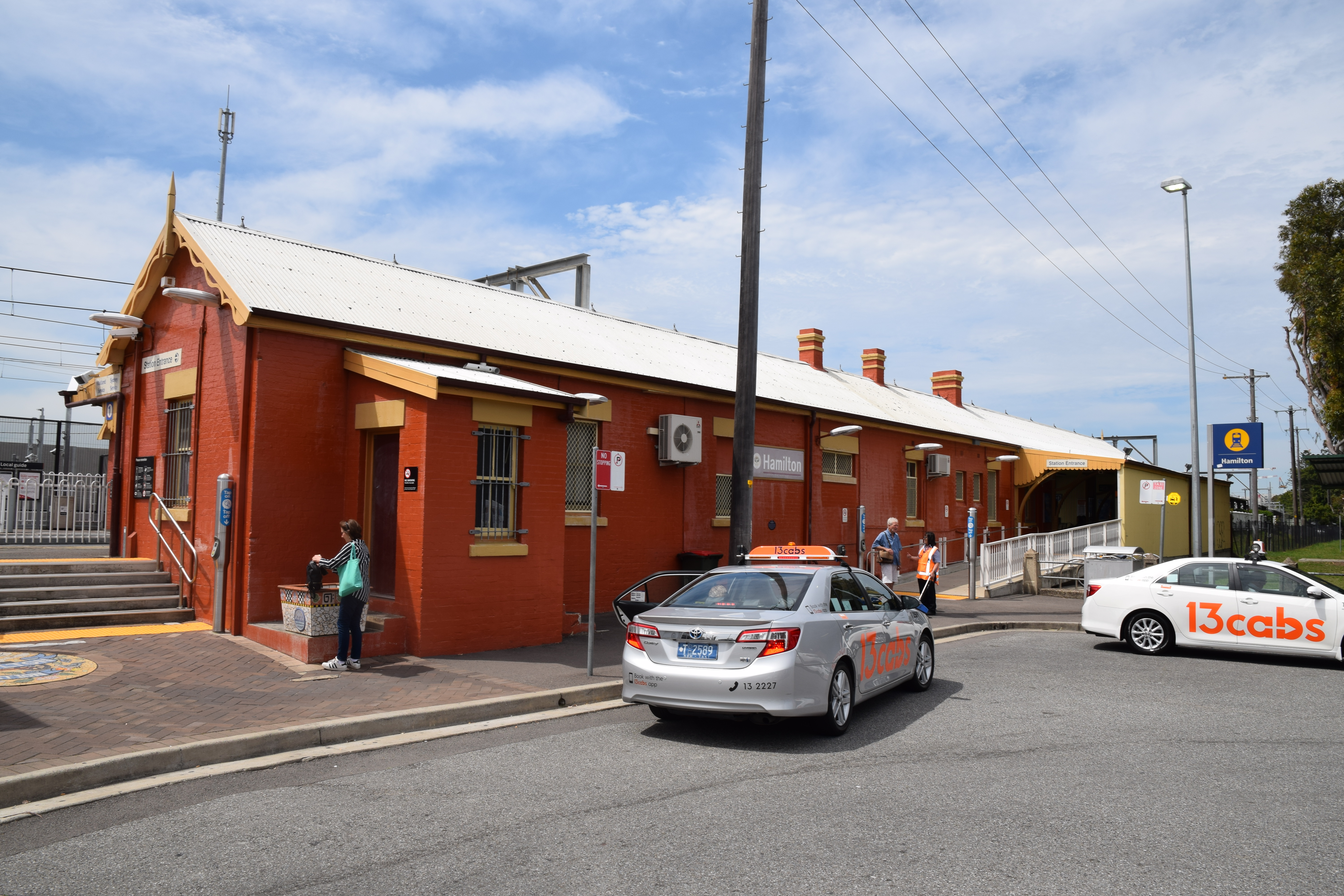
Taxi bij station Hamilton
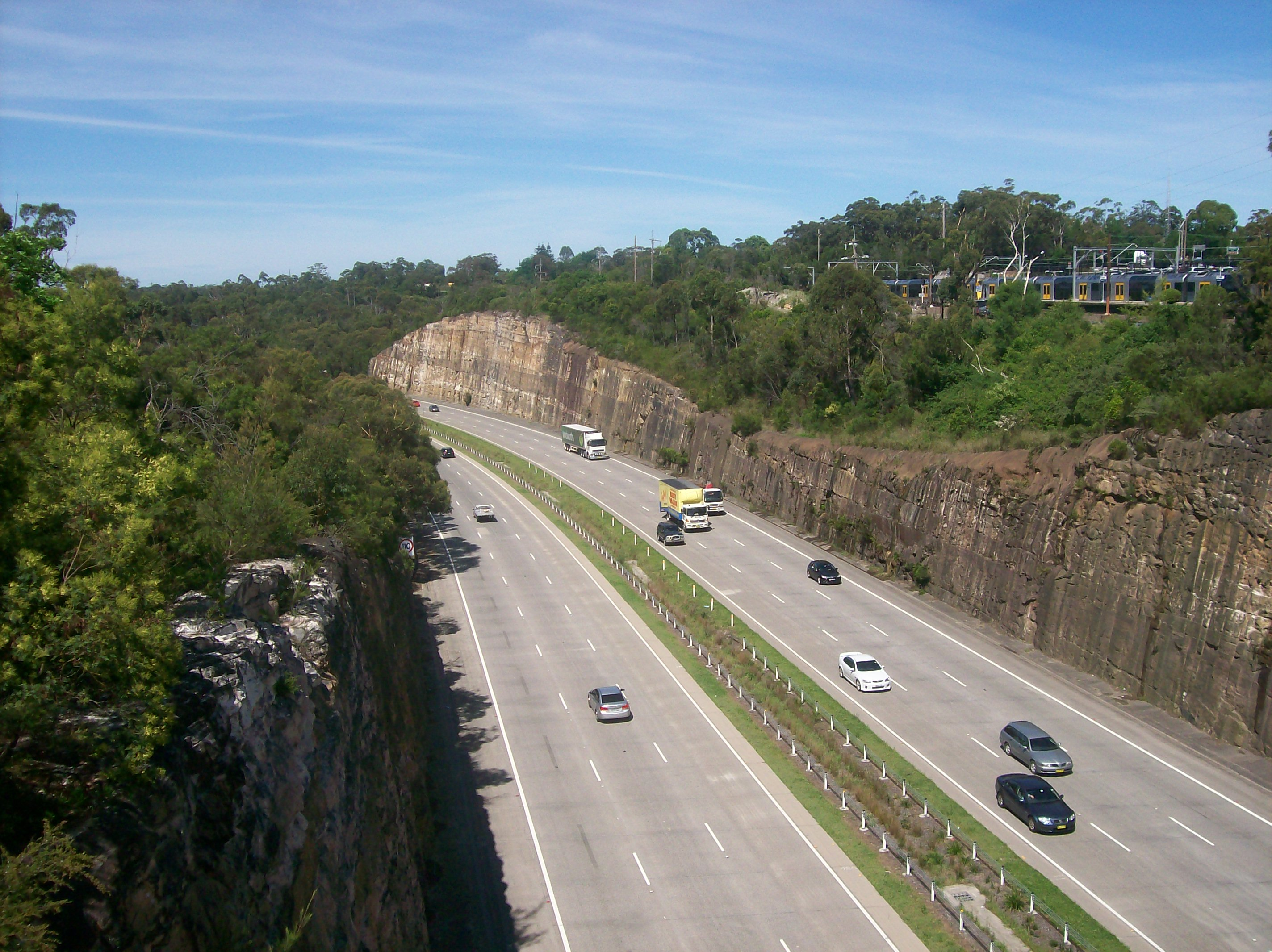
Highway 1 bij Berowra
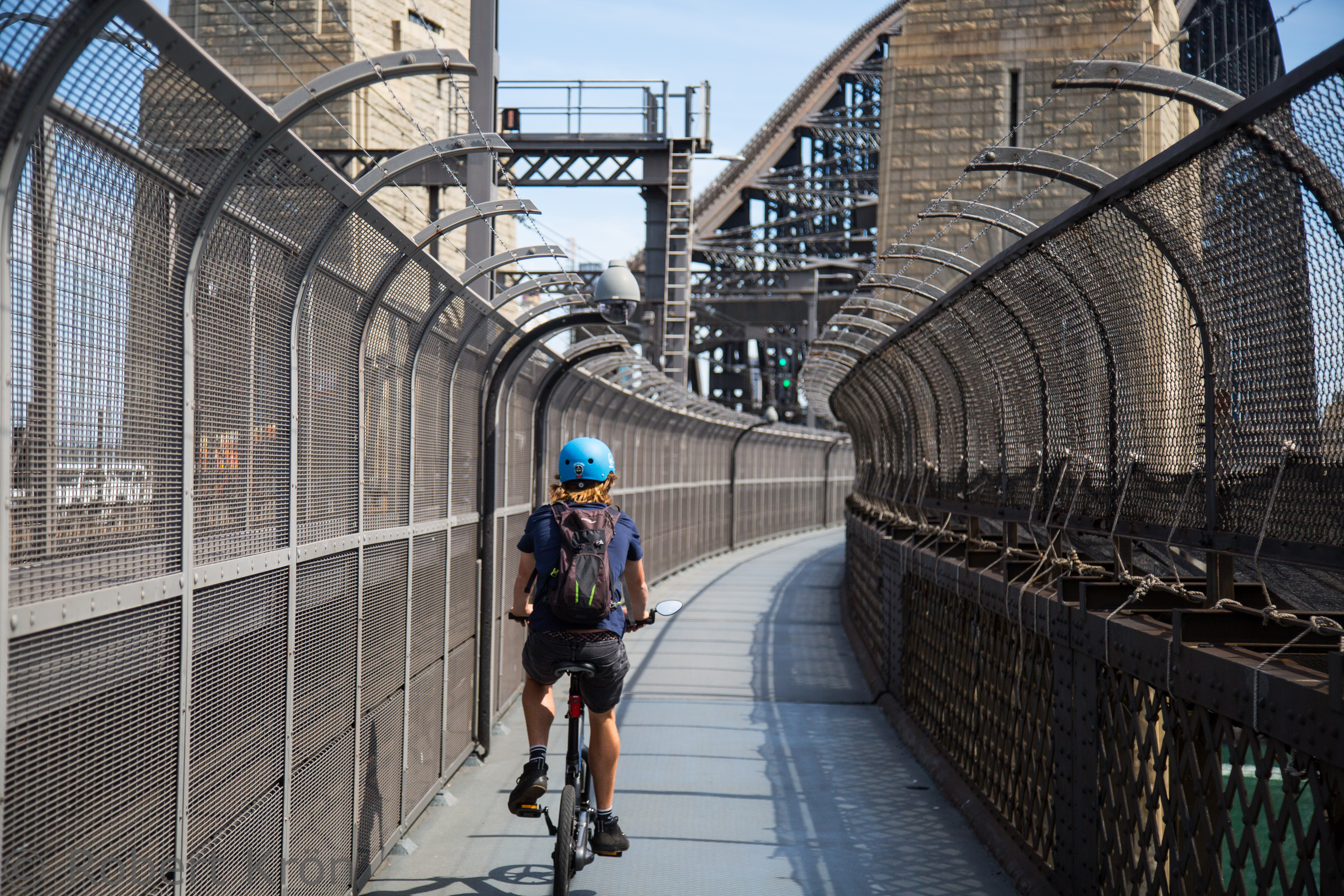
Fietspad op de Sydney Harbour Bridge